# ان.ار. مادهوا منون
ان. ار. مادهوا منون (انگلیسی: N. R. Madhava Menon; ۴ مهٔ ۱۹۳۵ – ۸ مهٔ ۲۰۱۹) Legal educator، وکیل اهل هند بود.
وی همچنین برندهٔ جوایزی همچون پادما شری و برنامه فولبرایت شده‌است.